# Dor Peretz
Dor Peretz (ur. 17 maja 1995 w Hod ha-Szaron) – izraelski piłkarz występujący na pozycji pomocnika, reprezentant Izraela. Wychowanek Maccabi Tel Awiw.